# Anne-Sofie Østvedt
Anne-Sofie Østvedt, (ou Anne-Sofie Strømnæs, née le 2 janvier 1920 à Oslo et morte le 16 novembre 2009 à Sande) est une résistante norvégienne durant la Seconde Guerre mondiale. Elle est une des dirigeantes de l'organisation de renseignement norvégienne XU.

## Biographie
Anne-Sofie Østvedt est née à Oslo le 2 janvier 1920. Elle est la fille d'Ole Johan Østvedt et Elisabeth Ruud, des pharmaciens. Elle passe son enfance à Bærum, Jessheim, Larvik et Lillesand, et obtient un diplôme d'art à l'école de la cathédrale d'Oslo en 1939. Lorsque l'Allemagne envahit la Norvège, elle étudie la chimie à l'université d'Oslo,.
Elle entre rapidement dans la résistance en écrivant, publiant et distribuant un journal clandestin. En décembre 1941, alors qu'elle a 21 ans, elle est recrutée par l'organisation clandestine de résistance XU, qui recrute alors de plus en plus au sein de l'université mais aussi de la police, des chemins de fer, etc..
Elle y joue un rôle important et en devient la commandante adjointe, à l'âge de 23 ans, à la suite d' Arvid Storsveen assassiné par la Gestapo en avril 1943. À ce titre, elle a des contacts avec les principales organisations clandestines,. Elle est, avec Astrid Løken, la seule femme de l'équipe de direction de XU.  
Son identité reste secrète, elle travaille sous le nom de couverture d'Aslak, un prénom norvégien masculin. 
La Gestapo la recherche activement à partir de l'automne 1942. À la suite de l'arrestation d'un résistant, une chasse à l'homme est organisée par la Gestapo dans plusieurs villes, pour l'arrêter. Quelque 45 agents bloquent les voies d'accès à sa maison, entrées, escaliers et appartement sont bloqués. Comme elle reste introuvable, sa sœur est prise en otage. 
Elle reste tout de même en Norvège mais arrête ses études, change d'identité, coupe tous ses contacts personnels et abandonne toute vie privée pendant deux ans et demi. Au printemps 1943, elle contracte la diphtérie et tombe gravement malade mais refuse qu'on prévienne sa famille pour ne mettre personne en danger,.
Habituellement, les femmes impliquées dans la résistance occupent les fonctions de courrier ou d'espionnes. Peu d'entre elles sont à des postes de commandement. Ann-Sofie Østvedt fait partie de ce groupe restreint, même si, à cause de son pseudonyme masculin, beaucoup de personnes ont pensé qu'elle était un homme.
Pendant ces années de guerre durant lesquelles le danger est permanent, elle parvient à garder son humanisme. Son ennemi est le régime nazi, pas le peuple allemand. Elle s'oppose aux liquidations, n'a jamais porté d'armes. Pendant plusieurs années, elle porte sur elle des comprimés de cyanure, pour pouvoir se suicider si elle était arrêtée.
À la fin de la guerre, elle est épuisée et fortement sous-alimentée. Elle obtient cependant une bourse d'études de l'American Association of University Women et, à partir de l'été 1945, elle étudie la chimie alimentaire à l'Université de Californie à Berkeley et obtient une maîtrise. L'ancien chef de XU, Øistein Strømnæs (1914-1980) la rejoint et ils se marient en 1946. Le couple retourne vivre en Norvège en 1951,.
Elle a refusé de recevoir des décorations pour ses actions dans la résistance.
Elle décède le 16 novembre 2009 à Sande, dans le comté de Vestfold.